# Instytut Marksizmu-Leninizmu
Instytuty Marksizmu-Leninizmu — ośrodki ideologiczne i naukowo-badawcze w krajach bloku wschodniego:
- Instytut Marksizmu-Leninizmu przy KC KPZR (Moskwa)
- Instytut Marksizmu-Leninizmu przy KC SED (KC SED)
- Instytut Podstawowych Problemów Marksizmu-Leninizmu (PZPR)
- Instytut Studiów Marksistowsko-Leninowskich Albańskiej Partii Pracy